# کیم یون جونگ (نویسنده)
کیم یون جونگ (Kim Eun-jung) (متولد ۱۹۷۲)، نویسنده کتاب کودکان کره جنوبی است.
کیم در سال ۱۹۷۲ در Paju، Gyeonggi-do به دنیا آمد. او در سال ۲۰۱۰ برنده جایزه ادبی کیم من جونگ برای داستانش «پادشاه دزدها از یک دزد استقبال می‌کند» شد.
سال بعد، او برنده نهمین جایزه ادبی Pureun برای داستانش ترفند جادویی شد، که بعداً در مجموعه پدر کودکانه من در کنار مشارکت‌های نویسندگان دیگر کودکان شین هی یونگ، ها یون یو و کیم سان یونگ منتشر شد.
کتاب بعدی کیم که در دسامبر ۲۰۱۱ منتشر شد، دربارهٔ قهرمان جوانی به نام Daepungi و تلاش‌های او برای به دست آوردن پول کافی برای خرید یک کنسول بازی ویدیویی و درگیری با مادرش بود که نتیجه آن درگیری بود.
سال بعد او رمان دیگری را با هدف پیش از نوجوانی منتشر کرد.
جدیدترین کتاب او، مأموریت ویژه! بیایید از Ieodo محافظت کنیم، ایستگاه تحقیقات دریایی در جزیره مورد مناقشه Ieodo را مورد بحث قرار می‌دهد و خوانندگان جوان را تشویق می‌کند تا به آن علاقه‌مند شوند.